# Rhinella gallardoi
Rhinella gallardoi es una especie de anfibios de la familia Bufonidae.
Es endémica de la provincia de Jujuy (Argentina).
Su hábitat natural son los bosques templados.
Está amenazada de extinción.